# دختران، همسران و یک مادر
دختران، همسران و یک مادر (به ژاپنی: 娘・妻・母, Musume tsuma haha) (به انگلیسی: Daughters, Wives and a Mother) فیلمی رنگی در ژانر درام به کارگردانی میکیو ناروسه است که در سال ۱۹۶۰ منتشر شد. از بازیگران آن می‌توان به ستسوکو هارا، هیدکو تاکامینه و تاتسویا ناکادای اشاره کرد.